# شهودگرایی اخلاقی (کتاب)
شهودگرایی اخلاقی (به انگلیسی: Ethical Intuitionism)، کتابی است نوشته استاد فلسفه دانشگاه کلرادو، مایکل هیمر، در دفاع از شهودگرایی اخلاقی. این کتاب که در سال ۲۰۰۵ منتشر شده، بر نوشته‌های اولیه هیمر در دفاع از رئالیسم اخلاقی را بسط می‌دهد.

## بازخورد

### بررسی در نشریات دانشگاهی
این کتاب توسط دیوید مک ناتون از دانشگاه ایالتی فلوریدا در بررسی‌های فلسفی نوتردام بررسی شد. این بررسی مثبت بود و به این ترتیب نتیجه‌گیری شد: «این کتاب دارای محاسن بسیاری است. به‌طور کلی واضح، با استدلال، به موقع و قابل تأمل است. کم‌ترین امتیاز آن این است که حاوی عناصر زیادی از حقیقت است. هیمر ناامید است که بسیاری از مردم هنوز شهودگرایی را نادرست معرفی می‌کنند و آن را جدی نمی‌گیرند. اما این موضوع در حال اصلاح است و در حال حاضر طرف‌داران بیش‌تری دارد.» بررسی مک ناتون به محافظه‌کاری هیمر انتقاد می‌کرد و پیشنهاد می‌کرد که محافظه‌کاری دوکساستیک قانع‌کننده‌تر بوده‌است.
مارک شرودر از دانشگاه کالیفرنیای جنوبی این کتاب را در فلسفه و پژوهش پدیدارشناسی بررسی کرد. شرودر از دیدگاه فرااخلاقی خود، واقع‌گرایی تقلیلی، در برابر انتقادات هیمر دفاع کرد و خاطرنشان کرد که می‌توان رئالیست بود و در عین حال متافیزیک دوگانه را که زیربنای تحلیل هیمر بود رد کرد.
این کتاب در آوریل ۲۰۰۸، توسط نوح لموس در مجله مایند، مجله‌ای که توسط انتشارات دانشگاه آکسفورد منتشر شد، بررسی شد.